# Czesława Cydzik
Czesława Cydzik (ur. 29 grudnia 1920 we Lwowie, zm. 17 marca 2008 tamże) – harcerka, porucznik Armii Krajowej i Narodowej Organizacji Wojskowej, zesłaniec, opiekunka polskich mogił we Lwowie oraz polskich miejsc pamięci.

## Życiorys
Córka Michała Hantów i Rozalii z Dąbrowskich, we Lwowie ukończyła szkołę powszechną im. Klementyny Tańskiej oraz Gimnazjum Żeńskie Zofii Strzałkowskiej. Podczas nauki w gimnazjum była członkiem 16 Lwowskiej Drużyny Harcerek „Kresowe Ognie”. Ukończyła Państwowy Instytut Sztuk Plastycznych, gdzie studiowała malarstwo dekoracyjne.
Podczas II wojny światowej zaangażowała się w działalność konspiracyjną, ukończyła podchorążówkę. Od lipca 1942 służyła jako łączniczka w Narodowej Organizacji Wojskowej, od lutego 1944 służyła w 14. Pułku Ułanów Jazłowieckich Armii Krajowej pełniła funkcję sekretarki jego zastępcy dowódcy – Dragana Sotirovicia „Draży”. Po wkroczeniu Armii Czerwonej pozostała w konspiracji, od lipca 1944 do marca 1945 służyła w oddziale NOW dowodzonym przez Bernarda Grzywacza (ps. „Marek Orłowski”). Została aresztowania 6 marca 1945 przez sowiecki kontrwywiad Smiersz, przebywała w więzieniu we Lwowie przy ul. Kadeckiej 20. 24 maja została przetransportowana do Moskwy i trafiła do więzienia na Łubiance. Przebywała następnie w więzieniach w Charkowie oraz Zamarstynowie, gdzie w procesie sądowym, z tytułu służby w AK, została skazana na 20 lat katorgi.
Od stycznia 1946 odbywała karę w Workucie, początkowo pracowała w kopalni, w 1951 została przeniesiona do cegielni gdzie pracowała w laboratorium. W 1951 została poddana kolejnemu śledztwu, przebywała w więzieniach we Lwowie, Gorkim, Kirowie, Charkowie i Kijowie oraz w Leningradzie. W 1955 pracowała w Workucie jako plastyk i technik architekt.
W 1957 została zwolniona z zesłania, ale nie otrzymała zgody na wyjazd do Polski. Powróciła 17 października z mężem do Lwowa, gdzie zajęli się ratowaniem mogił na Cmentarzu Orląt i polskich miejsc pamięci. Udało im się zmobilizować polską społeczność Lwowa do prac porządkowych na terenie cmentarza. Czesława Cydzik własnoręcznie wykonywała cegiełki, których sprzedaż wspierał fundusz odbudowy. Dzięki kontaktom Eugeniusza Cydzika udało się im w latach 80. XX w. pozyskać firmę Energopol do ratowania lwowskiej nekropolii. Dzięki ich pracy udało się upamiętnić na Wzgórzach Wuleckich zamordowanie profesorów Uniwersytetu Lwowskiego. Zbiorowe mogiły polskich żołnierzy w Jaśliskach, Busku oraz w Zadwórzu zostały uporządkowane. Po 1991 wspierała we Lwowie odbudowę polskiego harcerstwa, szczególnie współpracowała z 3. Lwowską Drużyną Harcerek „Kresowa Łąka”. 
W 2006 Czesława Cydzik i jej mąż za swoje wieloletnie działania otrzymali od Instytutu Pamięci Narodowej Nagrodę Kustosz Pamięci Narodowej.
Czesława Cydzik zmarła 17 marca 2008 we Lwowie. Spoczywa na Cmentarzu Łyczakowskim we Lwowie.

## Życie prywatne
11 listopada 1956 Czesława Hnatówna wyszła za mąż za Eugeniusza Cydzika, którego poznała podczas odbywania kary.

## Ordery i odznaczenia
Za swą działalność otrzymała odznaczenia i nagrody:

- Krzyż Walecznych,
- Krzyż Komandorski Order Odrodzenia Polski[7],
- Krzyż Armii Krajowej,
- Srebrny Medal „Opiekun Miejsc Pamięci Narodowej”,
- Krzyż Zesłańców Sybiru,
- Nagroda Kustosz Pamięci Narodowej (2006).

## Upamiętnienie
Telewizja Polska w 2008 r. poświęciła jej jeden z odcinków projektu „Notacje” zatytułowany Czesława Cydzik. Zostałam AK-ówką.